# Olympus Inferno
Olympus Inferno (en ruso: Олимпиус Инферно) es una película de acción de Ígor Voloshin de producción rusa. La trama sucede durante el conflicto entre Rusia y Georgia conocido como guerra ruso-georgiana, guerra de Osetia del Sur o invasión rusa de Georgia. Se estrenó el 29 de marzo de 2009, apenas seis meses después del fin del conflicto y fue el primer metraje en abordarlo.
La película es considerada un claro ejemplo de propaganda rusa en la que la situación de Osetia del Sur, una región georgiana mantenida como independiente de facto gracias a la intervención militar rusa, es mostrada como un territorio asediado por Georgia en la que las tropas rusas son fuerzas de paz apostadas en Tsjinvali.

## Trama
La película comienza con un director de cine discutiendo un posible guion para una película sobre la guerra de Osetia del Sur de 2008 con un guionista.
Michael Orraya, un entomólogo estadounidense solicita una visa a Georgia para acudir a Osetia del Sur. Al mismo tiempo, Zhenia, una vieja compañera de Michael y periodista rusa está haciendo lo mismo desde Rusia; sin embargo, cada uno recibe distinta información sobre la situación suroseta. Michael va a hacer una película sobre una extraña especie de polilla, la Olympus Inferno, endémica de Osetia. Zhenia por su parte, acude por petición del padre de Michael. Cuando llegan, Ajsar, un residente surosetio, les dice que los georgianos están abandonando la zona. Por esa razón, llegan a la conclusión de que algo ocurrirá pronto. Sin embargo, los osetios no están preparados para medirse a Georgia, especialmente tras el discurso televisado del presidente georgiano, Mijeíl Saakashvili. Este evento tiene lugar la tarde del 7 de agosto de 2008.
Más tarde en la noche, Michael y Zhenia prepara las cámaras en una reserva natural cercana para poder grabar a la polilla, la Olympus Inferno. Durante la noche, mientras ambos tontean en la reserva, son tomados prisioneros por fuerzas georgianas. Gracias a la intervención de un oficial estadounidense, los georgianos aclaran que Michael no es ruso, sino estadounidense. Es liberado del cautiverio y pide que dejen ir también a Zhenia, arguyendo que es su prometida. En ese momento, tanques georgianos  avanzan hacia Tsjinvali, capital de Osetia del Sur. En respuesta a la pregunta de Michael sobre qué está ocurriendo, el oficial estadounidense responde: «Operación Orden Constitucional» Zhenia grita «Es una guerra» tras lo que ella y Michael escapan. Ambos vuelven a las cámaras para recuperar la grabación de la polilla, en la que también hay metraje con la ofensiva georgiana en el mismo video. Los dos toman el disco y todo su equipo y los esconden en las ruinas de una iglesia destruida de la zona. Pero queda claro que Zhenia ha guardado el disco de la ofensiva georgiana a Osetia del Sur. Una búsqueda de ambos es ordenada por los georgianos que los tachan de espías, por lo que deciden ir a encontrarse con las fuerzas de paz rusas en Tsjinvali.
En su camino se cruzan con vecinos surosetios de la zona, que les cuentan que Tsjinvali ha sido bombardeada. Les preguntan quienes son ellos, a lo que Zhenia responde que ambos son rusos. Entonces los surosetios les dan comida y bebida. Entre estos osetios hay un hombre llamado Gabo, que se muestra ansiosos por luchas contra las fuerzas georgianas. Sin embargo, su madre no el deja ir. Continuando el camino, llega un momento en que el grupo deberá separarse, en ese momento la madre de Gabo le dará permiso para escoltar a la pareja de protagonistas. Poco después ven un coche con periodistas al que van a acercarse, pero se dan cuenta de que éstos graban un informe en el que se dice que Rusia ha atacado Georgia. Ante esto, Zhenia les dice que tiene pruebas de que ha sido Georgia la que ha atacado a Osetia del Sur, a lo que los periodistas le piden que muestre las grabaciones para ver que no miente. Tras enseñar el vídeo, el soldado georgiano que escoltaba a los periodistas agarra a Zhenia y Michael mientras el corresponsal les dice que se está librando una guerra informativa: Los países de América y Europa deben creer que Rusia atacó a Georgia. Justo entonces aparece Gabo que neutraliza al soldado georgiano y los tres marchan a Tsjinvali en un coche conducido por Gabo, que se hace pasar por un soldado georgiano.
Al llegar al puesto de las fuerzas de paz, éste ha sido capturado por los georgianos que no dejan pasar a periodistas mientras se escucha la batalla en la ciudad. Mientras ambos protagonistas se dirigen al cartel, Gabo escucha informar por radio de que son los «espías» que buscaban, comenzando un tiroteo para permitirles escapar, aunque él muere en el mismo. Ambos escapan y se unen a unos osetios en un refugio.
Al día siguiente, Michael ve en su teléfono que el presidente ruso Vladímir Putin está visitando Vladikavkaz, a donde han llegado refugiados osetios que le cuentan las atrocidades que los georgianos están haciendo. También escuchan a un tal Dmitri Sanakoev, que informa de la apertura de un «corredor humanitario» para los civiles en Tsijanvali, con lo que los que están en el refugio deciden salir para ir al hospital militar ruso a que cuiden a un niño herido por metralla en el cuello. Llegan a la ambulancia y salen a la carretera. Sin embargo, el «corredor» resulta ser una artimaña para capturar a Michael y Zhenia.
En la carretera de Zar, el coche es detenido por el ejército georgiano. Entre ellos se encuentra Vajo, quien exige que Zhenia le entregue el disco. Zhenia miente diciendo que ya no tienen el disco. Sin embargo, cuando uno de los soldados saca del coche a un anciano, a quien el capitán amenaza con matar, la madre del niño herido salta del coche y entrega el disco a los militares. Después de ver el disco, Vajo lo destruye. Deja que Zhenia vaya con los osetios, y un soldado georgiano lleva a Michael a Tiflis. Siguiendo las instrucciones de Vajo, el soldado provoca a Michael para que escape: Sale un momento del coche, dejando deliberadamente las llaves. Michael roba el UAZ, y el soldado, disparando al aire, informa al comandante de la fuga de Michael. Vajo supone que puede haber quedado una copia en el equipo de grabación. Michael se dirige al edificio de la iglesia en el territorio de la reserva, donde hay una copia del disco, pero cuando sale, Vajo y un ordenanza (que tiene a Zhenia como rehén) ya lo están esperando. A una señal del comandante, el ordenanza toma la computadora portátil de Michael, y el propio Vajo le dispara a Zhenia por la espalda, pero casi inmediatamente muere por la bala de Ajsar, quien lo rastreó para vengar la aldea destruida por los georgianos. Enfurecido, Michael corre hacia el ordenanza y lo estrangula. Ven que Zhenia aún puede salvarse, y la llevan al hospital, encontrándose con una columna de tropas rusas en el camino, que detuvieron a los georgianos.
Pasan unas semanas. Michael participa en la transmisión de noticias de SBC con su prometida (a quien más tarde decide dejar). Michael quiere mostrar una grabación del ataque del ejército georgiano, pero solo muestran una grabación que muestra una mariposa. El presentador se burla de Michael y él abandona el estudio. En este momento, Zhenia, que se encuentra en el hospital, está viendo un noticiero ruso, que muestra un fragmento de la entrevista de Dmitri Medvédev con el periódico Le Figaro, en particular, el momento en que el presidente declara la imposibilidad de negarse a reconocer la independencia de Abjasia y Osetia del Sur. El siguiente clip de noticias está dedicado al intento de Michael de hablar en SBC. Zhenia llama a Michael, preguntándole sobre la actuación y felicitándolo por la próxima boda. Sin embargo, inmediatamente después de la conversación, él entra a su habitación con flores y un disco de respaldo, se abrazan y besan.
Después de eso, al espectador se le muestra nuevamente el guionista y el director. El director dice que la historia es muy «poderosa», pero es necesario asegurarse de que el niño siga vivo en la película. El guionista responde que a él también le gustaría mucho.

## Reparto
| Actor/Actriz        | Personaje                             | Descripción                                        |
| ------------------- | ------------------------------------- | -------------------------------------------------- |
| Henry David         | Michael                               | Entomólogo estadounidense                          |
| Polina Filonenko    | Zhenia                                | Periodista rusa                                    |
| Vadim Tsallati      | Vajo                                  | Oficial de contraespionaje georgiano               |
| Adgur Malia         | Ajsar                                 |                                                    |
| Elena Jramova       | Taira                                 | Esposa de Ajsar                                    |
| Artur Gurgenyan     | Gabo                                  |                                                    |
| Venus Squeria       | madre de Gabo                         |                                                    |
| Adgur Jenia         | Víctor Andréievich                    |                                                    |
| Serguéi Sangulia    | Coronel georgiano                     |                                                    |
| Ruslan Shakaya      | Teniente georgiano                    |                                                    |
| Martin Cook         | Francis Awatow                        |                                                    |
| Anatoli Focht       | Alex O'Connor                         | camarógrafo de SBC                                 |
| Denis Pertsjelia    | Presentador                           |                                                    |
| Peter Elad          | Capitán Adams                         | Instructor estadounidense en el ejército georgiano |
| Nathan Stowell      | Presentador de noticias en SBC        |                                                    |
| Natalia Papaskiri   | Empleada de la Oficina de Información |                                                    |
| Alexander Basaria   | Ordenanza de Vajo                     |                                                    |
| Sabina Ajmedova     | Jessica                               | Prometida de Michael                               |
| Nikolái Popov       | Soldado ruso                          |                                                    |
| Vladimir Sorokolita | Director                              |                                                    |
| Antón Stepanenko    | Guionista                             |                                                    |

## Producción
La grabación de la película tuvo lugar en el mismo 2008 en el que ocurrieron los sucesos, utilizando zonas de Abjasia afectadas por la guerra de 1992 para mostrar los lugares bombardeados.
Residentes locales hicieron de surosetios mientras que los extras de índole militar fueron recreados con soldados abjasios para los georgianos y tropas rusas de la 7.ª Base Militar de la Guardia acuartelada en Gudauta (Abjasia) interpretaron a los soldados rusos.

## Estreno
La película solo ha sido estrenada en Rusia, aunque a través del portal opensubtitles.org, se podían añadir subtítulos en hasta nueve idiomas para el audio ruso: inglés, chino (tradicional), chino (simplificado), serbio, rumano, húngaro, bosnio, checo y búlgaro.

## Reconocimientos
| Año  | Premio / Festival | Categoría                | Recipiente       | Resultado | Ref.  |
| ---- | ----------------- | ------------------------ | ---------------- | --------- | ----- |
| 2009 | TEFI              | Mejor Película           | Olympus Inferno  | Nominada  | [ 6 ] |
| 2009 | TEFI              | Mejor Actriz             | Polina Filonenko | Nominada  | [ 6 ] |
| 2009 | TEFI              | Mejor Cámara             | Ígor Grinyakin   | Ganador   | [ 6 ] |
| 2009 | TEFI              | Mejor Productor          | Alexéi Kublitskí | Nominado  | [ 6 ] |
| 2009 | TEFI              | Mejor Director de Sonido | Iván Titov       | Ganador   | [ 6 ] |